# Mauzoleum ve Slavikově
Mauzoleum w Sławikowie, nebo Mauzoleum von Eickstedtów česky Mauzoleum ve Slavikově, jsou ruiny mauzolea a kaple v Palácovém a parkovém komplexu ve Sławikowě (Zespół pałacowo-parkowy w Sławikowie) ve vesnici Sławików (gmina Rudnik, okres Ratiboř) v jižním Polsku. Geograficky se nachází v geomorfologickém celku Opavská pahorkatina ve Slezském vojvodství a Horním Slezsku.

## Historie a popis
V zámeckém parku se nachází zřícenina mauzolea (kaple) postaveného ve stylu anglické novogotiky, které sloužilo jako hrobka rodiny von Eickstedt - bývalých majitelů místního panství. Bylo postaveno v 19. století a skládá se z přízemní části (kaple s oblouky) a sklepní části (krypta). Původně byla budova obklopena malým hřbitovem, po kterém nezůstalo příliš mnoho stop. Objekt je zapsán v seznamu památek a je spojen s historii blízkého paláce ve Sławikowě.

## Další informace
Místo je celoročně volně přístupné.

## Galerie

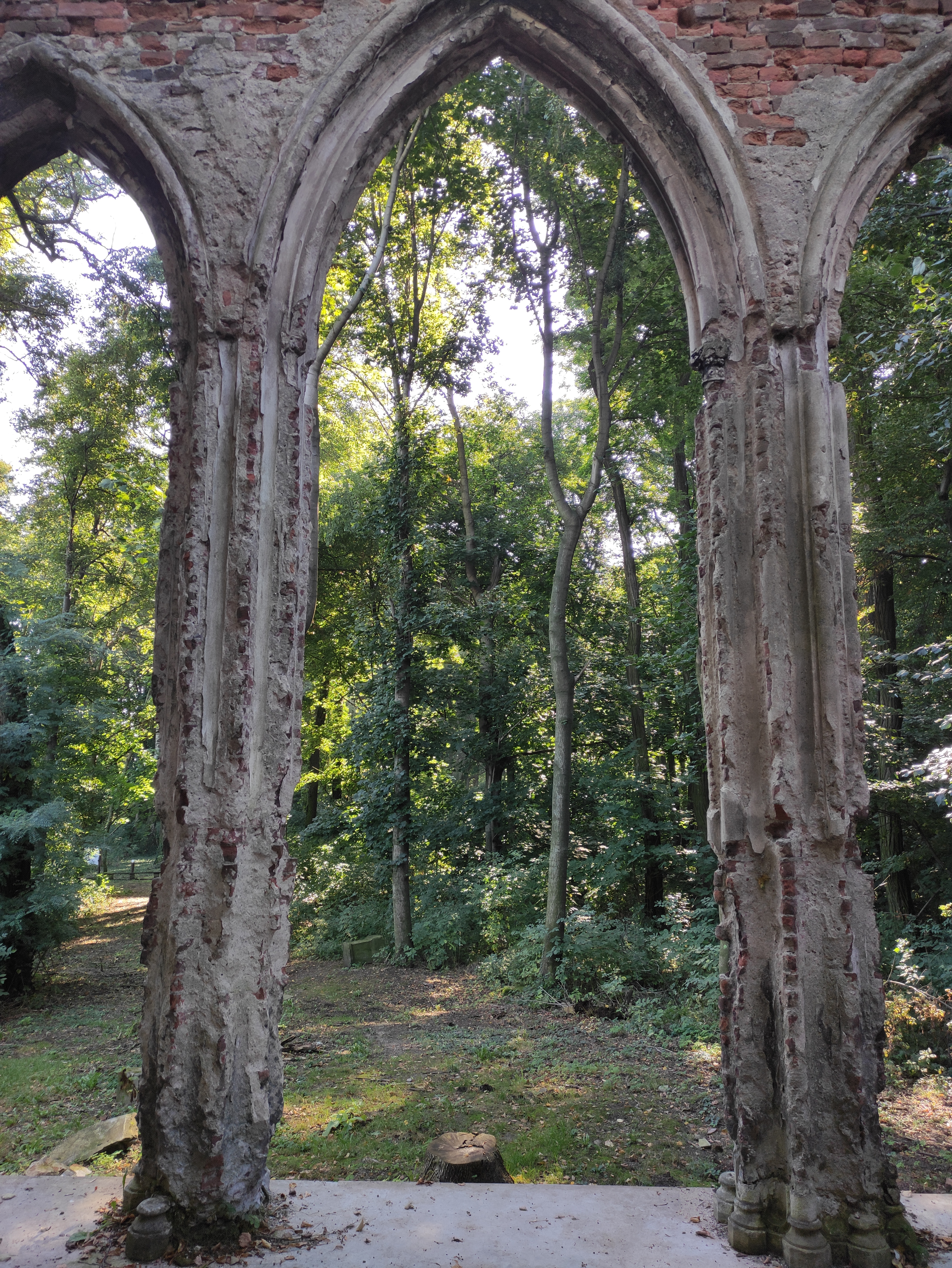
Zbytky portálů
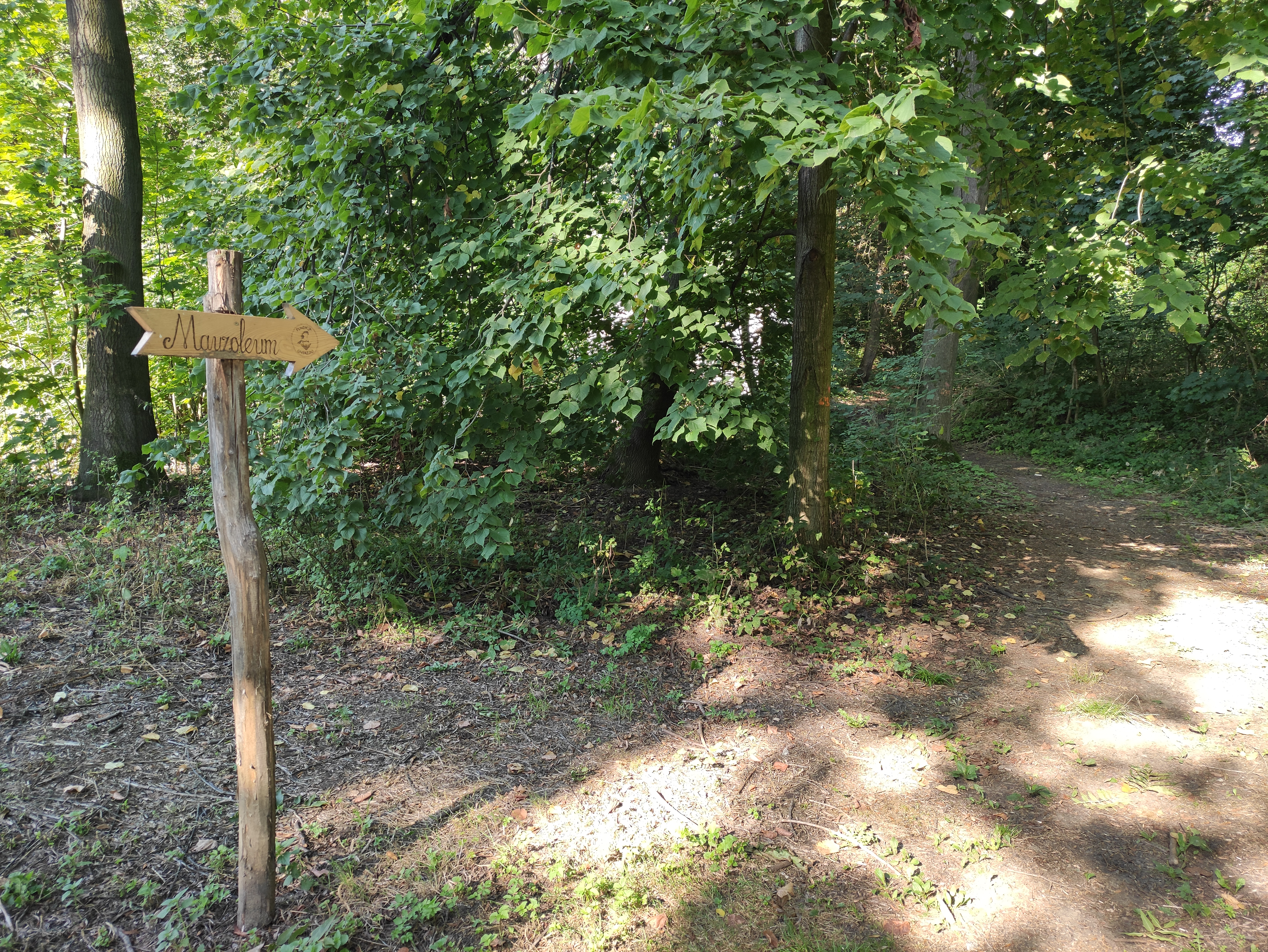
Stezka k místu
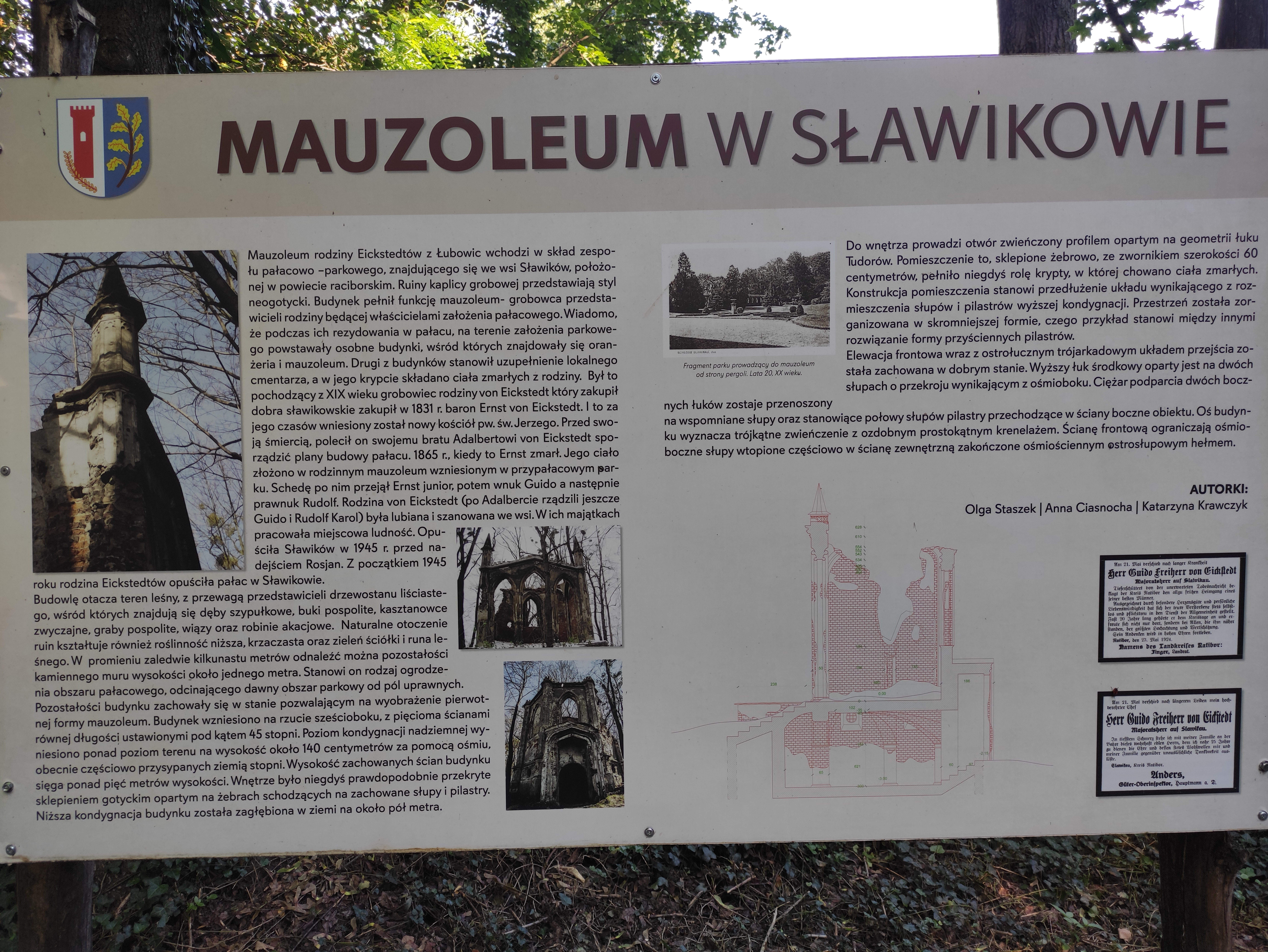
Informační panel